# Илиргыткин
Илиргыткин (Илиргытгын, Пыыйлин) — крупное озеро в Нижнеколымском районе Якутии, Россия. Расположено на крайнем севере Колымской низменности.
Площадь поверхности — 115 км². Площадь водосборного бассейна — 1500 км².
Название в переводе с чук. Илиргытгын — «озеро с островами».
В озеро впадает Ватапваам, вытекающая из озера Этаплигыткин. Вытекает из Илиргыткина также река Ватапваам, в дальнейшем впадая в озеро Ватапваамгыткин, из которого далее течёт в Восточно-Сибирское море.
В восточной части озера находится крупный песчаный остров.

## Топографические карты
- Лист карты R-57-XV,XVI оз. Илиргыткин. Масштаб: 1 : 200 000. Состояние местности на 1973 год. Издание 1989 г.